# 飯川光誠
飯川 光誠（いがわ みつのぶ）は、戦国時代から安土桃山時代にかけての武将。能登畠山氏の家臣。

## 略歴
飯川氏は能登国鹿島郡飯川保（現在の石川県七尾市飯川町）を発祥とする国人で、藤原北家利仁流の林氏の一族という。また、政僧として畠山義総に仕えた半隠斎宗春は飯川氏の出身という。
光誠は畠山義続・義綱父子に仕え、弘治元年（1555年）、専横を誇っていた温井総貞が権力回復を目指す義綱によって殺害されると、畠山七人衆の一人となった。また、光誠は有力国人として土豪層を率いる同心主の立場にあり、弘治2年（1556年）の温井一党の叛乱では笠松新介（笠松但馬守）らを率いて戦い、軍忠の披露や感状の下賜などで仲介的な役割を果たしていた（『笠松文書』）。
永禄9年（1566年）、永禄九年の政変で義綱が能登から追放されて近江に逃れた際も光誠は義綱に追従し、永禄11年（1568年）、義綱による能登入国作戦では義綱軍を指揮して善戦を重ねたが、同年9月に敗退した（『棘林志』）。
以後、元亀から天正にかけて近江坂本に居住した義綱に近侍して能登入国を画策したが、遂に実現することはなかった（『永光寺文書』）。のちに光誠は能登に帰国して畠山義慶に仕えたという。